# Odontoscelia flavipes
Odontoscelia flavipes är en tvåvingeart som först beskrevs av Christian Rudolph Wilhelm Wiedemann 1830.  Odontoscelia flavipes ingår i släktet Odontoscelia och familjen Neriidae. Inga underarter finns listade i Catalogue of Life.